# Escalador (ciclisme)

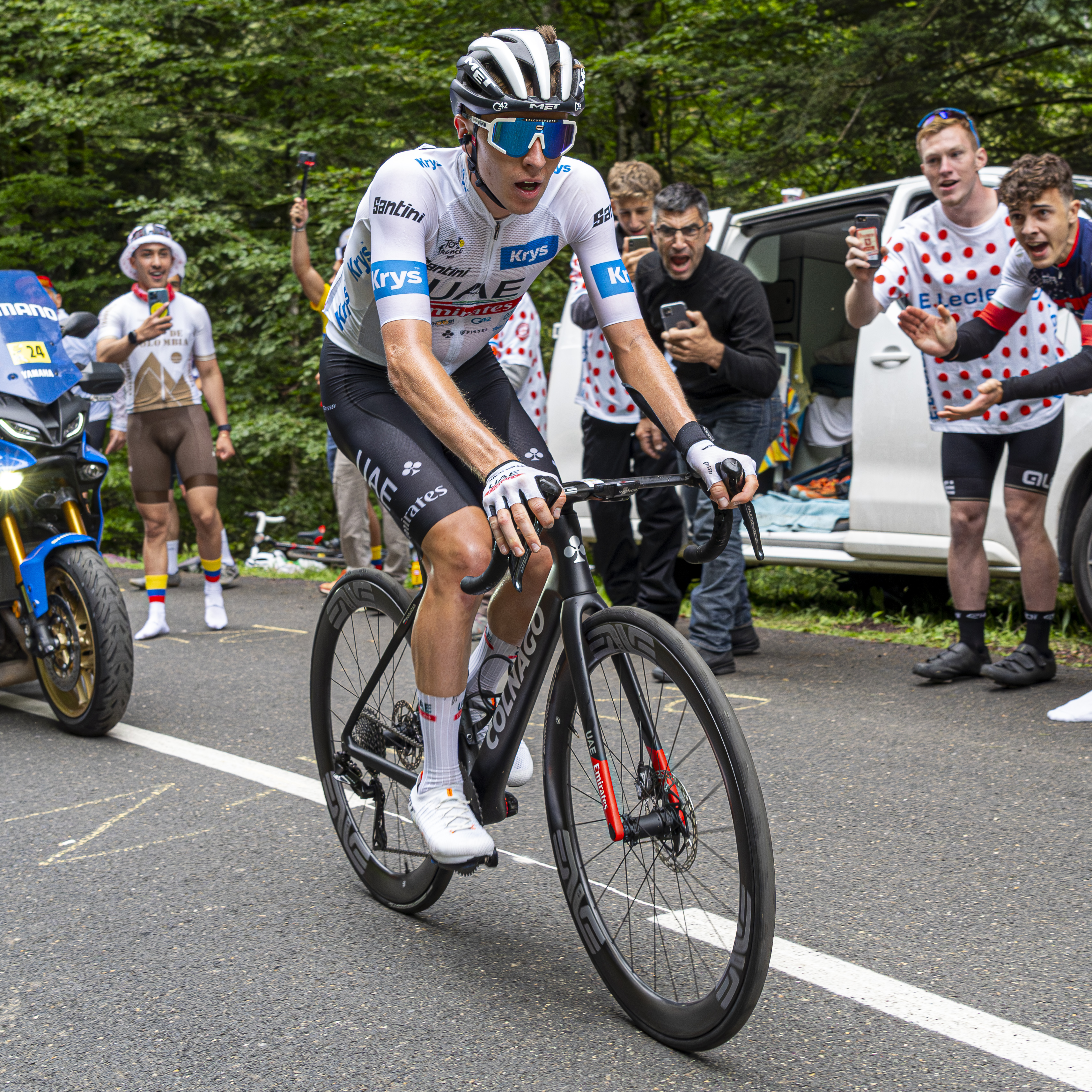
Tadej Pogačar escalant al Tour de França 2023

En ciclisme, un escalador és aquell ciclista especialitzat en els recorreguts accidentats i muntanyosos. 
Els escaladors en ciclisme de carretera són aquells en que la seva especialitzat són les ascensions, en la seva determinada durada ja sigui curta o llarga.
Aquests tipus de corredors tenen una molt bona capacitat de suportar, dosificar i prolongar el dolor al llarg de les pujades. En les pujades els factors com ara el pes del ciclista i de la bicicleta, estatura, potència del pedaleig com altres factors generals en el ciclisme com l'altura sobre el nivell del mar, capacitat física i pulmonar... també tenen un joc molt important. No oblidant el factor psicològic aquests tipus de ciclistes necessiten una estabilitat mental molt important però especialment a l'hora de fer algun atac (fugida d'algun o alguns ciclistes del pilot general), en aquell moment de tensió màxima és molt important mantenir una concentració i un motor mental que no permeti baixar la guàrdia, a vegades sobrepassant les capacitats físiques humanes. La preparació física d'aquests ciclistes ha de ser específica, una bona capacitat aeròbica i encara una millor capacitat anaeròbica, aquesta serà la decisiva en les pujades, com més curtes siguin les pujades més joc li donem a la capacitat anaeròbica degut a l'explosivitat d'aquestes.

## Voltes ciclistes on destaquen
Les 3 voltes més conegudes i on més esplendor ens donen aquests ciclistes són: Tour de França, Giro d'Itàlia i la Vuelta a Espanya.
Aquestes muntanyes travessen famoses serralades, Alps (França), els Pirineus (Espanya i França) i els Dolomites (Itàlia).
Aquestes grans voltes tenen un termini de vint-i-una etapes, no totes es duen a terme en terrenys muntanyosos, n'hi ha també de planes on un altre tipus de ciclistes poden desenvolupar-se.
En aquestes etapes els grans escaladors poden lluir-se o no, en els grans ports de les serralades esmentades anteriorment, noms famosos com ara el Tourmalet, Angliru, Navacerrada, Javalambre, Marie Blanc, Mortirolo, Pas de l'Stelvio... Aquests són els més durs ja sigui per la seva distància, pendent; o en alguns casos de tots dos factors.

## Escaladors destacats
- Christopher Froome
- Tadej Pogačar
- Richard Carapaz Montenegro
- Nairo Quintana Rojas
- Alberto Contador Velasco
- Miguel Indurain Larraya
- Primož Roglič
- Mikel Landa Meana
- Marco Pantani
- Carlos Sastre Candil
- Enric Mas Nicolau
- Pedro Delgado Robledo
- Richie Porte